# Пітер Мулір молодший
Пітер Мулір молодший також відомий за прізвиськом Темпеста (П'єтро Темпеста, 1637, Гарлем — 1701, Мілан) — італійський художник доби бароко, голландець за походженням. Не плутати з іншим художником, близьким за прізвищем (П'єтро Теста)

## Біографія
Відомий лише рік народження митця (1637). Народився у місті Гарлем. Його батько, Пітер Мулір старший, був художником-мариністом. Первісні навички малювання здобув у майстерні батька. Історіограф Арнольд Гаубракен писав, що він непогано знався на технології олійного живопису, але на стажування відбув у Рим.

## Антверпенський період
Не досягши і 18 років, відбув у місто Антверпен, де влаштувався у майстерню художника Франса Снейдерса, де опанував зображення різних тварин. З Антверпена відбув у Рим і на батьківщину більше не повертався, як і художник Матіас Стомер.

## Римський період
В римі працював у період 1656-1670 років. Узав шлюб з італійкою, в родині були діти. Виборов славу непоганого пейзажиста, створював переважно морські краєвиди з хмарами та штормами. Від італійського слова «темпеста» (буря, шторм) отримав місцеве прізвисько. Працював в пейзажній стилістиці, в котрій працювали і Людольф Бакгейзен, Ян Бланкергоф, Матьє ван Платтенберг, П'єтро Теста, неаполітанець Сальватор Роза.
Як і низка італійських майстрів, опанував техніку створення фресок. В Італії як митець мав авторитет.

## Пізні роки
В пізній період життя і творчості перебрався у Венето на терраферму, а згодом у саму Венецію. Працював також у місті Генуя, де був звинувачений в убивстві першої дружини. Художник потрапив до тюрми. Незважаючи на перебування в ув'язненні, не переривав творчості. Відомо, що його майстерність дещо збільшилась (як і життєвий досвід), а палітра стала багатшою через знайомство з колористичними знахідками венеційських майстрів, котрі відрізнялись цим від решти італійських майстрів.

## Смерть в Мілані
Після 1684 року працював у Ломбардії. 1701 року помер у місті Мілан.

## Обрані твори (неповний перелік)
- «Поруйнований у шторм вітрильник біля скель»
- «Італійський пейзаж з початком бурі»
- «Благовістя пастухам»
- «Вигаданий італійський пейзаж»
- «Вечірній пейзаж з пастухами»
- «Вітрильник, розбитий у шторм на скелях»
- «Пейзаж з парою, котра рятується від собаки»
- «Шторм на морі», 1690 р., Ермітаж

## Обрані твори (галерея)

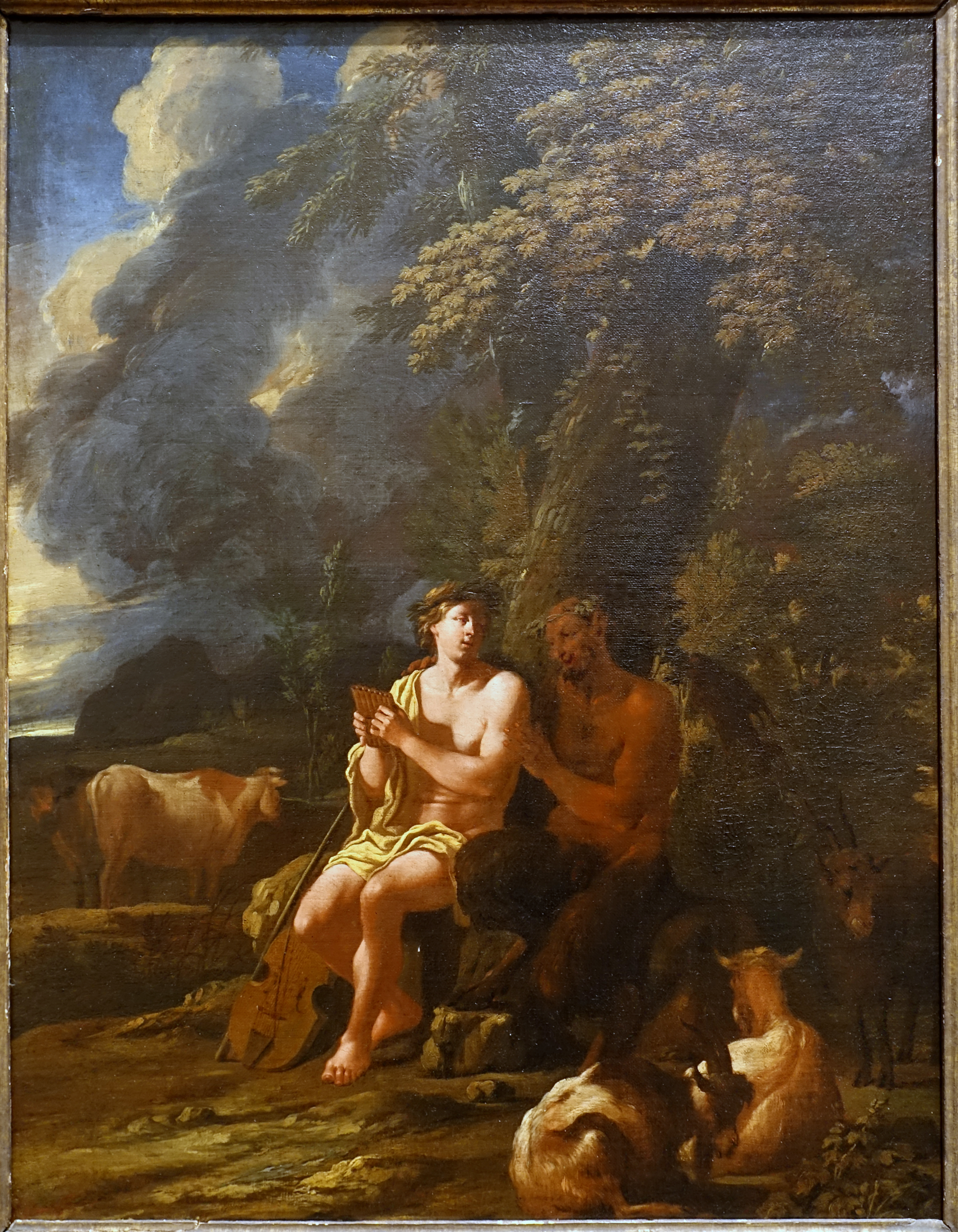
Пітер Мулір молодший. «Божество природи Пан і Дафніс»
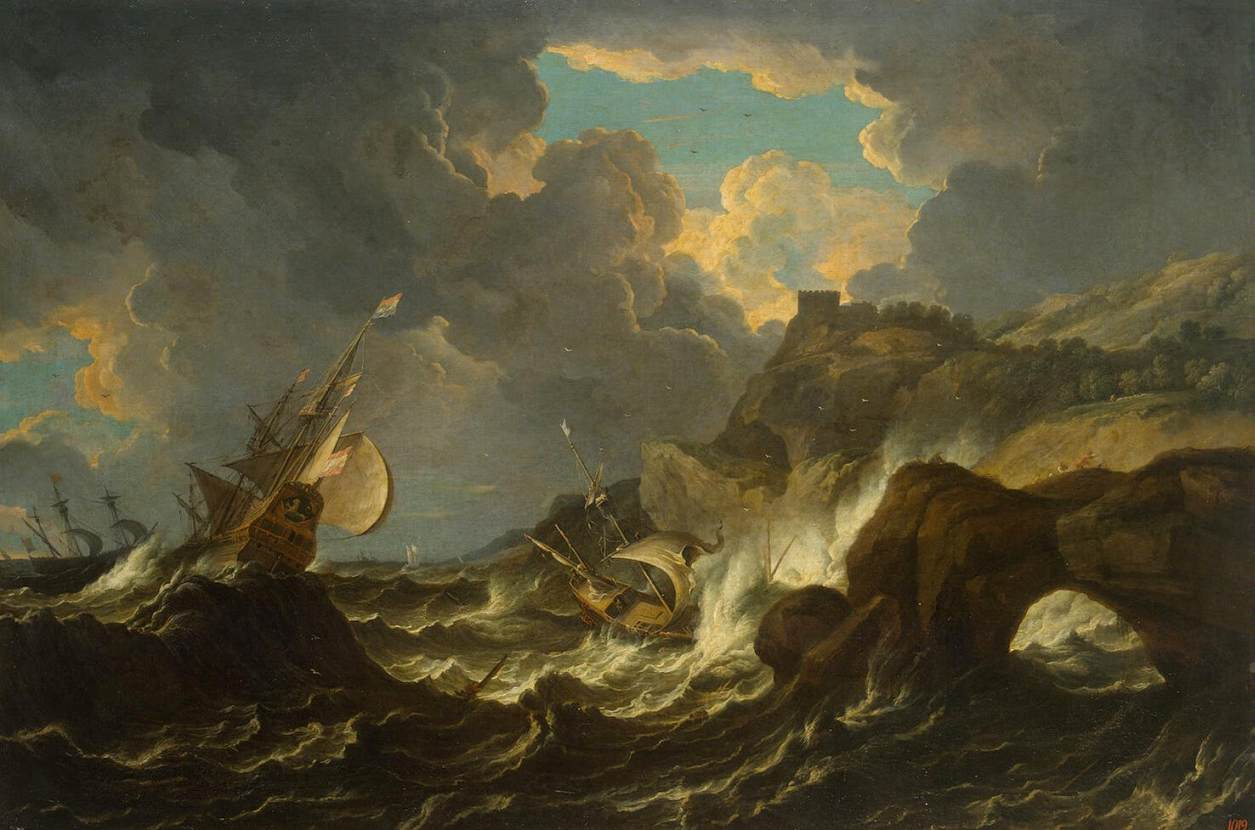
Пітер Мулір молодший (Темпеста, 1637-1701). «Шторм на морі», 1690 р., Ермітаж.
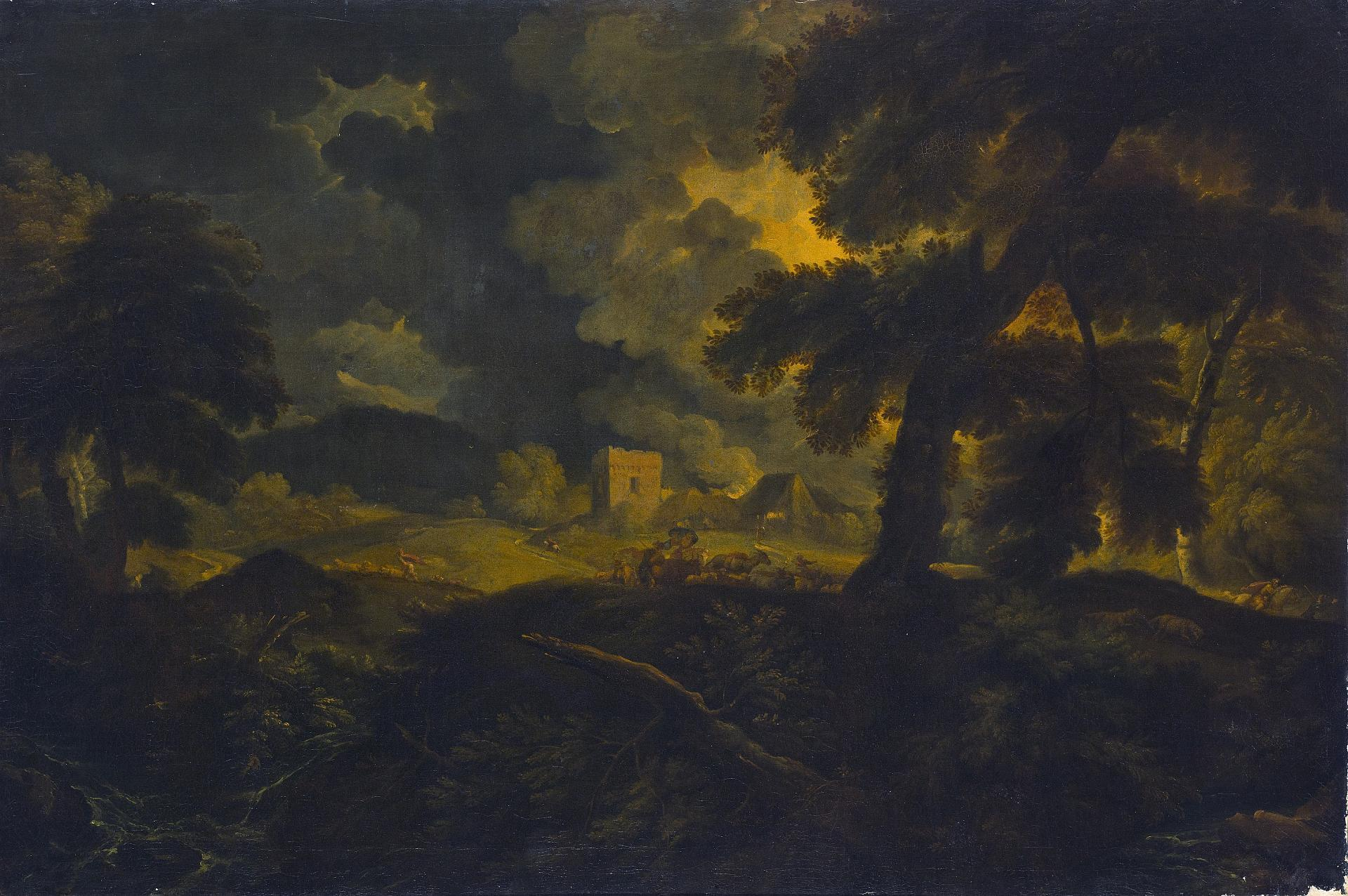
Пітер Мулір молодший. «Вечірній пейзаж з пастухами»
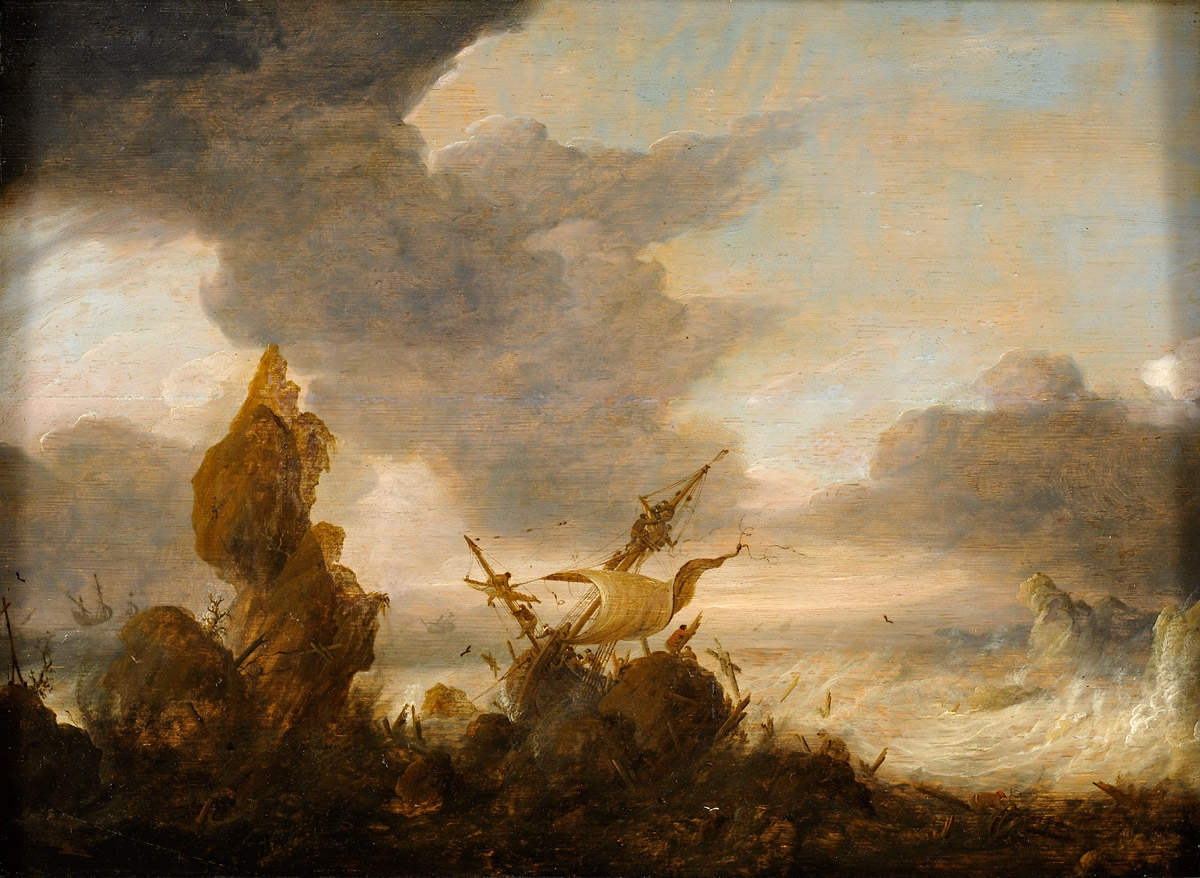
Пітер Мулір молодший. «Вітрильник, розбитий у шторм на скелях»